# Caldas Rodrigues
Francisco Pereira de Caldas Rodrigues, mais conhecido como Caldas Rodrigues,  (Parnaíba, 2 de janeiro de 1951) é um engenheiro civil e político brasileiro, outrora deputado federal pelo Piauí.

## Dados biográficos
Filho de José Alexandre Caldas Rodrigues e Helda Alves Pereira Rodrigues, formou-se engenheiro civil na Pontifícia Universidade Católica do Rio de Janeiro em 1973. Eleito vice-prefeito de Parnaíba via PFL em 1988, na chapa de Mão Santa, então candidato do PDS, foi eleito suplente de deputado federal em 1990 e exerceu o mandato ante a convocação de parlamentares para o secretariado do governador Freitas Neto.
Após migrar para o PTB foi derrotado por José Hamilton Castelo Branco ao disputar a prefeitura de Parnaíba em 1992 e em 1994 repetiu a suplência de deputado federal, mas não exerceu o mandato. Dez anos depois foi nomeado superintendente de Desenvolvimento Econômico, posição subordinada à Secretaria do Trabalho no primeiro governo Wellington Dias. Sua derradeira incursão eleitoral aconteceu em 2014 quando renunciou à candidatura de deputado estadual pelo PDT.
Seu pai foi eleito deputado estadual em 1962 enquanto seu tio, Chagas Rodrigues, foi governador do Piauí e representou o estado no Congresso Nacional.